# Fußballpokal der Usbekischen SSR
Der Fußballpokal der Usbekischen SSR (Футбол бўйича Ўзбекистон ССР Кубоги) war ein Fußballturnier für Betriebssportgemeinschaften (BSG) der Usbekischen SSR. Der Wettbewerb wurde von 1939 bis 1991 ausgetragen.
Teilnehmer des Pokals waren Betriebssportgemeinschaften, die auch an der Meisterschaft der Usbekischen SSR teilnahmen.
Die stärksten Fußballklubs der Usbekischen SSR, die an den gesamtunionistischen Wettbewerben teilnahmen (Oberliga, 1. Liga, 2. Liga, unterste Liga), traten hingegen im Pokal der UdSSR an.
Nachfolger des Pokals der Usbekischen SSR ist der Usbekische Pokal, der seit 1992 nach der Unabhängigkeit Usbekistans ausgetragen wird.

## Sieger
| Jahr | Sieger                                                                      |
| ---- | --------------------------------------------------------------------------- |
| 1939 | Dinamo Taschkent                                                            |
| 1940 | Dinamo Taschkent                                                            |
| 1941 | Turnier nicht ausgetragen wegen Zweitem Weltkrieg und wirtschaftlicher Lage |
| 1942 | Dinamo Taschkent                                                            |
| 1943 | Dinamo Taschkent                                                            |
| 1944 | HTU (Tschirtschik)                                                          |
| 1945 | HTU (Tschirtschik)                                                          |
| 1946 | DO (Taschkent)                                                              |
| 1947 | „Pischtschewik“ (Taschkent)                                                 |
| 1948 | AICH (Taschkent)                                                            |
| 1949 | Dinamo Taschkent                                                            |
| 1950 | „Maschinenbauwerk“ (Taschkent)                                              |
| 1951 | „Start“ (Taschkent)                                                         |
| 1952 | Dinamo Taschkent                                                            |
| 1953 | „Chimik“ (Tschirtschik)                                                     |
| 1954 | ODO (Taschkent)                                                             |
| 1955 | „Spartak“ (Samarkand)                                                       |
| 1956 | Stadtauswahl Fergana                                                        |
| 1957 | „Chimik“ (Tschirtschik)                                                     |
| 1958 | „Mehnat“ (Taschkent)                                                        |
| 1959 | „Chimik“ (Tschirtschik)                                                     |
| 1960 | SKA-2 (Taschkent)                                                           |
| 1961 | „Wostok“ (Jangiabad)                                                        |
| 1962 | „Sokol“ (Taschkent)                                                         |
| 1963 | „Textilschik“ (Taschkent)                                                   |
| 1964 | „Serewschan“ (Nawoi)                                                        |
| 1965 | „Taschkabel“ (Taschkent)                                                    |
| 1966 | „Swesda“ (Taschkent)                                                        |
| 1967 | „Wostok“ (Taschkent)                                                        |
| 1968 | „Taschkabel“ (Taschkent)                                                    |
| 1969 | „Swesda“ (Taschkent)                                                        |
| 1970 | DÜSS Nr. 2 (Taschkent)                                                      |
| 1971 | SKA (Taschkent)                                                             |
| 1972 | Kolchos „Leninscher Weg“ (Karshi)                                           |
| 1973 | „Stroitel“ (Samarkand)                                                      |
| 1974 | „Tong“ (Karshi)                                                             |
| 1975 | „Traktor“ (Taschkent)                                                       |
| 1976 | „Narimanowez“ (Bagat)                                                       |
| 1977 | „Karshistroi“ (Karshi)                                                      |
| 1978 | „Choresm“ (Bagat)                                                           |
| 1979 | „Hissar“ (Schahrisabz)                                                      |
| 1980 | „Chiwa“ (Chiwa)                                                             |
| 1981 | Turnier nicht ausgetragen                                                   |
| 1982 | Turnier nicht ausgetragen                                                   |
| 1983 | „Zelinik“ (Turtkul)                                                         |
| 1984 | „Awtomobilist“ (Fergana)                                                    |
| 1985 | „Metallurg“ (Bekabad)                                                       |
| 1986 | „Awtomobilist“ (Taschkent)                                                  |
| 1987 | „Awtomobilist“ (Taschkent)                                                  |
| 1988 | „Awtomobilist“ (Taschkent)                                                  |
| 1989 | „Karadschiyda“ (Fergana)                                                    |
| 1990 | „Metallurg“ (Bekabad)                                                       |
| 1991 | „Instrumentalshchik“ (Taschkent)                                            |